# Francesco e Bjorn
Francesco e Bjorn è un cortometraggio italiano del 2011 diretto da Fausto Caviglia sul tema dell'autismo e della comunicazione. Il film racconta in modo silenzioso, con il solo ausilio della musica, la vita attuale di Francesco in rapporto al suo educatore Bjorn.

## Produzione
Dal libro Il tesoro di Francesco di Nilla Luciani, pubblicato postumo (Ed Helicon Arezzo), nasce l'idea del film documentario Francesco e Bjorn sulla storia di Francesco Pucci, ragazzo autistico.

## Accoglienza
Il film ha ricevuto commenti entusiastici da Vittorio Taviani durante la premiazione a Raccorti Sociali nel cinema Odeon di Firenze e da Mirco Mencacci durante la consegna del premio ai Sursumcorda per la migliore colonna sonora . Migliore colonna sonora anche alla prima edizione del premio "Corto d'autore", riservato agli autori SIAE , premio migliore cortometraggio alla prima edizione di Tracce Cinematografiche Film Festival, premio secondo miglior film a Cristalli liquidi 2012, Menzione speciale della giuria a Corto XX 2012 nona edizione, Premio Miglior Documentario - Reportage a CortiSonanti 2012, Menzione speciale della Giuria a Cinefort Festival 2012  e Premio Speciale della Giuria al Festival Cinema Nuovo 2012 , Menzione speciale della Giuria premio Nickelodeon 2013 , Menzione speciale della Giuria Festival Corti&Pari 2014 .

## Riconoscimenti
- Premio Miglior Film secondo classificato Raccorti Sociali 2011 [9]
- Premio Migliore colonna sonora Raccorti Sociali 2011 [10]
- Premio Migliore colonna Sonora Corto d'autore 2012 [11]
- Premio Migliore cortometraggio Tracce Cinematografiche film festival 2012
- Premio Secondo Miglior Film. Cristalli Liquidi 2012 [12]
- Menzione speciale della Giuria. Corto XX 2012
- Premio Miglior Documentario - Reportage. CortiSonanti 2012
- Menzione speciale della Giuria. Cinefort Festival 2012
- Premio speciale della Giuria. Cinema Nuovo Festival 2012
- Menzione speciale della Giuria. Premio Nickelodeon 2013
- Menzione speciale della Giuria. Festival Corti&Pari 2014